# Petrovce (Vranov nad Topľou)
Petrovce es un municipio del distrito de Vranov nad Topľou en la región de Prešov, Eslovaquia, con una población estimada a final del año 2024 de 441 habitantes.
Se encuentra ubicado en el centro-sur de la región, cerca del río Topľa (cuenca hidrográfica del río Tisza) y de la frontera con la región de Košice.

## Demografía
| Año        | 1994 | 2004    | 2014    | 2024    |
| ---------- | ---- | ------- | ------- | ------- |
| Población  | 446  | 440     | 453     | 441     |
| Diferencia |      | −1,34 % | +2,95 % | −2,64 % |

| Año        | 2023 | 2024 |
| ---------- | ---- | ---- |
| Población  | 450  | 441  |
| Diferencia |      | −2 % |